# Erik Fosnes Hansen
Erik Fosnes Hansen (New York, 1965) è uno scrittore norvegese.
Ha debuttato all'età di vent'anni con il romanzo Falketårnet, e ha raggiunto il successo con il suo secondo romanzo, Corale alla fine del viaggio, che vinse il prestigioso premio norvegese “Riksmålprisen” nel 1990. È membro dell'Accademia norvegese di Lingua e Letteratura, e collabora con varie testate estere.

## Opere
- 1985 : Falketårnet
- 1990 : Salme ved reisens slutt (Corale alla fine del viaggio)
- 1998 : Beretninger om beskyttelse
- 2001 : Underveis, a portrait of Princess Märtha Louise of Norway
- 2005 : Kokebok for Otto
- 2006 : Løvekvinnen (La donna leone)

## Curiosità
Eric Hansen viene citato dalla scrittrice canadese Annie Proulx, nel suo noto romanzo "Avviso ai naviganti", Premio Pulitzer nel 1994, come uno degli scrittori fonte di ispirazione per i viaggi e le esplorazioni su territorio del protagonista.